# OVW Television Championship
O OVW Television Championship (Campeonato Televiso da OVW em português) é o campeonato secundário da Ohio Valley Wrestling que começou a ser disputado em 5 de janeiro de 2005. Quando o título foi originalmente concebido, o campeão defendida contra adversários escolhidos aleatoriamente, com o vencedor a receber um cheque de US$ 1.000. O título tornou-se representado por um grande troféu no verão de 2005,  antes de ser mudado para um tradicional cinturão de campeão na primavera de 2006. No total, já houve 42 campeões divididos em 72 reinados.